# Ciuffettino (film)
Ciuffettino è un cortometraggio del 1910 diretto da Enrico Novelli.